# The Alchemy Index Vols. I & II
The Alchemy Index Vols. I & II es el quinto álbum de estudio de la banda Thrice. Este álbum consiste en los dos primeros volúmenes de The Alchemy Index, un álbum conceptual de cuatro discos que se dividió en dos lanzamientos, el primero fue el 16 de octubre de 2007 y el segundo en abril de 2008. 
La banda originalmente planeó lanzar cuatro discos a la vez, cada disco con seis pistas que representan uno de los cuatro elementos clásicos: Fire (Fuego), Water (Agua), Earth (Tierra) y Air (Aire). El álbum se grabó desde finales de 2006 hasta principios de 2007, y un blog titulado The Alchemy Index describió el progreso del álbum para los fans.
The Alchemy Index Vols. I & II: Fire & Water debutó en el número 24 en el Billboard 200, vendiendo 28,000 copias en su primera semana. Se ubicó en otras tres listas de componentes: número 1 en álbumes independientes, número 7 en álbumes alternativos y número 10 en álbumes de rock superior. Fuera de Estados Unidos, Alcanzó el puesto 20 en Canadá y el 114 en el Reino Unido.

## Lista de canciones
Vol. I: Fire

| Vol. I: Fire |                    |          |  |
| N.º          | Título             | Duración |  |
| 1.           | «Firebreather»     | 4:24     |  |
| 2.           | «The Messenger»    | 2:09     |  |
| 3.           | «Backdraft»        | 4:08     |  |
| 4.           | «The Arsonist»     | 4:13     |  |
| 5.           | «Burn the Fleet»   | 3:46     |  |
| 6.           | «The Flame Deluge» | 3:27     |  |

Vol. II: Water

| Vol. II: Water |                       |          |  |
| N.º            | Título                | Duración |  |
| 1.             | «Digital Sea»         | 3:44     |  |
| 2.             | «Open Water»          | 3:46     |  |
| 3.             | «Lost Continent»      | 4:30     |  |
| 4.             | «Night Diving»        | 6:02     |  |
| 5.             | «The Whaler»          | 4:09     |  |
| 6.             | «Kings Upon the Main» | 4:56     |  |